# Ukrainische Befreiungsarmee

Ärmelabzeichen der Ukrainischen Befreiungsarmee

Die Ukrainische Befreiungsarmee (ukrainisch Українське Визвольне Військо Ukraiinske Wyswolne Wijsko; Akronym УВВ UWW) war der größte Verband ukrainischer Freiwilliger, die auf der Seite des NS-Regimes gegen die Sowjetunion und für eine unabhängige Ukraine kämpften. Sie bestand hauptsächlich aus der 14. Waffen-Grenadier-Division der SS (galizische Nr. 1). Sie existierte von 1943 bis 1945.

## Vorgeschichte
Die westukrainische Provinz Galizien wird hauptsächlich von Ukrainern griechisch-katholischen Glaubens bewohnt. Bis 1918 gehörte diese Provinz zu Österreich-Ungarn, danach zu Polen und wurde 1939 infolge des Hitler-Stalin-Paktes sowjetisch besetzt. Auch später sah sich die Bevölkerung eher dem westlichen als dem östlichen Kulturkreis verbunden. Während des Zweiten Weltkrieges war die galizische Bevölkerung den deutschen Besatzern gegenüber freundlich gesinnt, und sie betrachteten die Deutschen als ihre Befreier vom Stalinismus. Die Deutschen behandelten die Galizier mit etwas mehr Entgegenkommen als die Bevölkerung der restlichen Ukraine, und so gab es in den östlichen Teilen der Ukraine Partisanenverbände, die die Deutschen bekämpften, während es zur deutschen Besatzungszeit in Galizien praktisch keine Partisanenbewegungen gab. Erst als die Sowjetunion die Westukraine und somit Galizien zurückeroberte, bildeten sich Partisanenverbände, welche die Sowjets bekämpften. Dieser blutige Partisanenkampf dauerte bis zu Beginn der Fünfzigerjahre und endete mit der völligen Unterwerfung der Galizier.

## Geschichte der Armee
Während des Zweiten Weltkrieges kämpften bis zu 300.000 Ukrainer in Verbänden der deutschen Streitkräfte. Der größte Verband mit bis zu 80.000 Mann war die UWW. Sie stammten aus der gesamten Ukraine, zum großen Teil aber aus West-Galizien. In der galizischen Provinz allerdings gab es wiederum eine Sonderregelung. Die galizischen Freiwilligen wurden ab 1943 in die neuaufgestellte 14. Waffen-Grenadier-Division der SS (gal. Nr. 1, später ukr. Nr. 1) einberufen. Im Juli 1943 erging außerdem der Befehl an höhere SS- und Polizeiführer zur Aufstellung der galizischen SS-Freiwilligen-Regimenter 4 und 5.
Die Einsätze dieser Regimenter an der Ostfront sind wegen ihrer Völkerrechtsverletzungen umstritten. Die SS-Freiwilligen-Regimenter 4 und 5 wurden nach der Schlacht bei Brody am 20. Juli 1944 der 14. Waffen-Grenadier-Division der SS zur Auffrischung zugeteilt. Im April 1945 wurde dieser Verband der Waffen-SS umbenannt in die 1. Division der Ukrainischen Nationalarmee unter dem Kommando von Pawlo Schandruk, und sie hatte eine Personalstärke von 22.000 Mann. Diese ehemalige Waffen-SS-Einheit war mit der griechisch-katholischen Kirche eng verbunden und so standen neun griechisch-katholische Pfarrer in ihrem Dienst. Auch trugen sie den ukrainischen Dreizack an ihren deutschen Uniformen, und sie betrachteten sich als Kämpfer für eine unabhängige, freie Ukraine. Sie wollten weder Stalin noch Hitler als Herrscher in ihrer Heimat, jedoch mussten sie sich für die Seite entscheiden, von der sie sich die meisten Zugeständnisse erhofften.
Am 10. Mai 1945 ergab sich die Ukrainische National-Armee, welche die 14. Waffen-Grenadier-Division der SS und andere ukrainische Verbände umfasste, amerikanisch-britischen Truppen bei Tamsweg und Radstadt in Österreich. Hierüber gibt es allerdings unterschiedliche Darstellungen und Zahlenangaben über den genauen Ablauf.

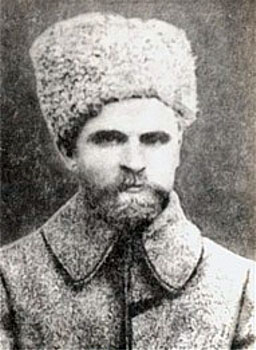
Mychajlo Omeljanowytsch-Pawlenko
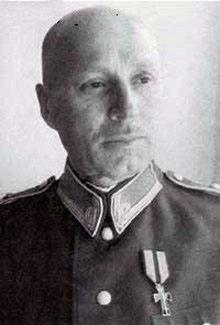
Pawlo Schandruk